# Susan Kiguli
Pour les articles homonymes, voir Kiguli.
Susan Nalugwa Kiguli, née le 24 juin 1969, dans le District de Luweero, en Ouganda, est une femme de lettres ougandaise. Maître de conférences à l'université Makerere, Susan Kiguli est une poétesse reconnue en Afrique de l'Est, mais aussi une des fondatrices et la directrice de FEMRITE, une association de femme de lettres ougandaise créée pour faciliter l'édition d’œuvres. En tant que poète, elle s'est fait connaître par son recueil The African Saga. En tant que chercheur, pour son travail sur la poésie orale.

## Biographie
Son père meurt lorsqu'elle a deux ans. Dans son enfance, et avec ses premiers enseignants, elle parle en luganda ou en anglais. Elle poursuit des études supérieures à l'université Makerere, à Kampala en Ouganda, jusqu'en 1994, puis à l'université de Strathclyde à  Glasgow, au Royaume-Uni, jusqu'en 1996 et enfin à l'université de Leeds.
Encore adolescente, elle a commencé à écrire des poèmes publiés dans différentes revues et anthologies. Devenue enseignante à l'université de Makerere, elle participe en tant que poète et lectrice à de nombreux festivals littéraires et des conférences, comme le Festival international de littérature de Berlin en 2008, au Festival de la poésie africaine dans la province du Kwazulu-Natal (Afrique du Sud) (2009), au Forum social mondial de Nairobi, au Kenya, en 2007, et au Centre d'Études africaines de l'Université de Leeds, en 2005.
En plus de son recueil The African Saga, qui lui permet d'obtenir le prix de poésie ougandais National Book Trust en 1999,, elle écrit  des poèmes pour les enfants, comme Animal Portraits,.
Elle contribue également à la collection Michael's Eyes: The War against the Ugandan Child un effort de collaboration internationale pour mieux faire connaître la situation dans le Nord de l'Ouganda, en particulier concernant les problèmes causés par l'Armée de résistance du Seigneur. Ses poèmes sont également mis en exergue dans Eye of the Storm: A Photographic Journey Across Uganda [L'oeil du Cyclone: À travers l' Ouganda], accompagnés des photographies de David Pluth et Pierre-François Didek.
Elle est enfin membre du jury  pour le Commonwealth Writers' Prize [Prix des Écrivains du Commonwealth] en 1999, membre du conseil consultatif de African Writers Trust, une entité sans but lucratif qui vise à mettre en relation les écrivains africains de la diaspora et des écrivains restés sur le continent.

## Accueils de ses œuvres et de ses travaux
Elle a été saluée  comme une voix importante de la poésie contemporaine en Afrique de l'Est,.
À la suite de ses travaux de recherche, elle a été l'une des boursières de l'American Council of Learned Societies pour l'année 2010, avec son étude sur l'oralité de la poésie et de la chanson populaire contemporaine en Afrique australe et en Afrique de l'Est : Oral Poetry and Popular Song in South Africa and Uganda: A Study of Contemporary Performance.  L'étude explore l'importance de la relation artiste-public et les références à la mémoire traditionnelle et culturelle, en comparant les pratiques en Afrique du Sud et en Ouganda. Elle a également apporté des contributions sur «The Symbolism of Music Festivals in Buganda: The case of Ekitoobero and Enkuuka y’omwaka», en 2008.

## Principales publications
- The African Saga : Poems, Femrite Publications, 1998, 61 p. (ISBN 978-9970-9010-0-5)
- Home Floats in the Distance, Wunderhorn; Auflage, 2012, 145 p. (ISBN 978-3-88423-404-4)